# Tolpia melanosticta
Tolpia melanosticta là một loài bướm đêm trong họ Erebidae.